# Peugeot Typ 501
Der Peugeot Typ 501 ist ein frühes Automodell des französischen Automobilherstellers Peugeot, von dem von 1913 bis 1914 im Werk Sochaux 201 Exemplare produziert wurden.
Die Fahrzeuge besaßen einen Vierzylinder-Viertaktmotor, der vorne angeordnet war und über Kardan die Hinterräder antrieb. Der Motor leistete aus 1.847 cm³ Hubraum 10 PS.
Bei einem Radstand von 280 cm und einer Spurbreite von 135 cm betrug die Fahrzeuglänge zwischen 400 cm und 450 cm, die Fahrzeugbreite 180 cm und die Fahrzeughöhe zwischen 160 cm und 270 cm. Die Karosserieform Lieferwagen bot Platz für zwei Personen, das Taxi für sechs Personen.
Die für ein Peugeot-Modell der 1910er-Jahre untypische Typenbezeichnung hat ihren Ursprung daher, dass es sich um ein Nutzfahrzeugchassis handelt.